# Альбиак (Верхняя Гаронна)
Альбиа́к (фр. и окс. Albiac) — коммуна во Франции, находится в регионе Юг — Пиренеи. Департамент — Верхняя Гаронна. Входит в состав кантона Караман. Округ коммуны — Тулуза.
Код INSEE коммуны — 31006.

## География

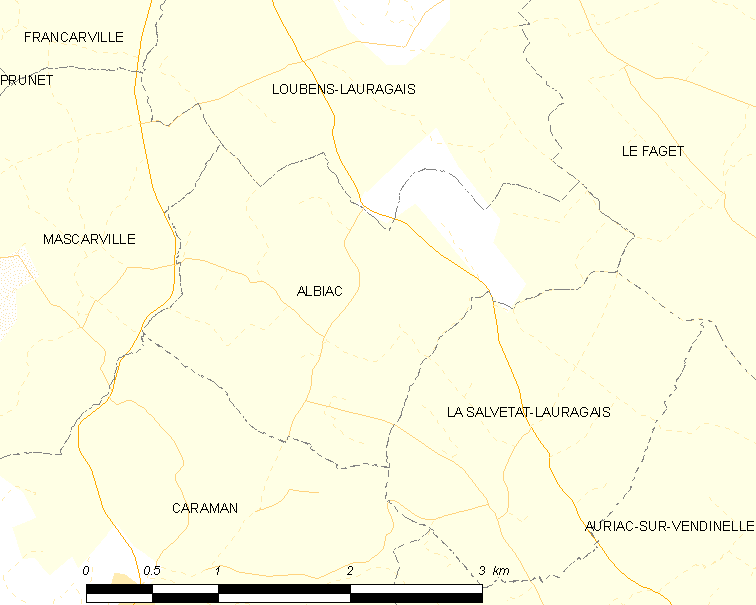
Карта коммуны

Коммуна расположена приблизительно в 600 км к югу от Парижа, в 28 км к востоку от Тулузы.
По территории коммуны протекает небольшая река Вандинель (фр. Vendinelle).

## Климат
Климат умеренно-океанический. Зима мягкая и снежная, весна характеризуется сильными дождями и грозами, лето сухое и жаркое, осень солнечная. Преобладают сильные юго-восточные и северо-западные ветры.

## Население
Население коммуны на 2010 год составляло 202 человека.
| 1962 | 1968 | 1975 | 1982 | 1990 | 1999 | 2010 |
| ---- | ---- | ---- | ---- | ---- | ---- | ---- |
| 138  | 116  | 117  | 120  | 137  | 156  | 202  |

## Экономика
В 2010 году среди 118 человек трудоспособного возраста (15—64 лет) 99 были экономически активными, 19 — неактивными (показатель активности — 83,9 %, в 1999 году было 66,3 %). Из 99 активных жителей работали 93 человека (53 мужчины и 40 женщин), безработных было 6 (2 мужчин и 4 женщины). Среди 19 неактивных 5 человек были учениками или студентами, 9 — пенсионерами, 5 были неактивными по другим причинам.

## Достопримечательности
- Церковь Св. Петра